# Felices 140
Felices 140 is een Spaanse film uit 2015, geregisseerd door Gracia Querejeta.

## Verhaal
Elia heeft haar vrienden en vrienden en familie uitgenodigd om samen haar 40e verjaardag te vieren. Wanneer ze hen vertelt dat ze die week de jackpot van 140 miljoen heeft gewonnen, slaat de sfeer om. De gasten beginnen plannen te bedenken hoe ze het geld van haar kunnen afpakken.

## Rolverdeling
| Acteur              | Personage |
| ------------------- | --------- |
| Maribel Verdú       | Elia      |
| Antonio de la Torre | Juan      |
| Eduard Fernández    | Ramón     |
| Nora Navas          | Martina   |
| Marian Álvarez      | Cati      |
| Alex O'Dogherty     | Polo      |
| Ginés García Millán | Mario     |
| Paula Cancio        | Claudia   |
| Marcos Ruiz         | Bruno     |

## Prijzen en nominaties
Een selectie:
| Jaar | Evenement                       | Categorie                | Genomineerde   | Resultaat   |
| ---- | ------------------------------- | ------------------------ | -------------- | ----------- |
| 2016 | Premios Goya (30ste uitreiking) | Beste vrouwelijke bijrol | Marian Álvarez | Genomineerd |
| 2016 | Premios Goya (30ste uitreiking) | Beste vrouwelijke bijrol | Nora Navas     | Genomineerd |